# Laponski rododendron
Laponski rododendron (lat. Rhododendron lapponicum), jedna od brojnih biljnih vrsta iz porodice vrjesovki (Ericaceae), red vrjesolikih (Ericales). Raširena je na sjevernoj hemisferi, Skandinavija, Aljaska, Kanada Grenland,  i oko Velikih jezera i krajnji sjeveroistok SAD-a. 

## Podvrste
Nema nijedne priznate podvrste, Rhododendron lapponicum subsp. parvifolium (Adams) T. Yamaz. sinonim je za R.lapponicum (L.) Wahlenb.

## Sinonimi
- Azalea ferruginosa Pall.
- Azalea lapponica L.
- Azalea parvifolia (Adams) Kuntze
- Rhododendron confertissimum Nakai
- Rhododendron lapponicum subsp. parvifolium (Adams) T. Yamaz.
- Rhododendron palustre Turcz.
- Rhododendron parvifolium Adams
- Rhododendron parvifolium subsp. confertissimum (Nakai) A.P. Khokhr.

## Vanjske poveznice
|  | Zajednički poslužitelj ima još gradiva o temi Rhododendron lapponicum |
|  | Wikivrste imaju podatke o taksonu Rhododendron lapponicum             |